# Postfix (lingvistika)
Postfix (česky také zápona) je druhem afixu, jehož specifikem je, že se připíná až za úplný konec ohebného slova, tj. až za koncovku. Na postfix můžeme nahlížet jako na svébytný druh slovotvorného sufixu.
Příklad: kdo-si, koho-si, komu-si, koho-si, kdo-si, kom-si, kým-si (skloňujeme zájmeno kdo, za úplný konec jeho sklonné části připojíme nesklonný postfix -si).
V češtině existují tyto postfixy: -si (kdo-si, co-si, jaká-si ...), -koli(v) (kdo-koli(v), co-koli(v)...), -pak (kdo-pak, čí-pak...), -hle (to-hle, ten-hle...), -to (to-to, ten-to...), -ž (kdo-ž, pojďme-ž...), -ť (ve tvarech jako věřím-ť, jsou-ť, žijeme-ť...). 
V některých slovech se vyskytují postfixy dva za sebou (co-ž-pak). Někdy dochází v ukazovacích zájmenech k duplikaci sklonné "nepostfixové" části – v takovém případě je postfix z obou stran obklopen shodnými tvary skloňovaného zájmena (ten-hle-ten, ta-hle-ta). 

## Historie a terminologická poznámka
České postfixy vznikly z enklitických (příklonných) částic nebo z enkliticky napojených deiktických kořenů ‑to či ‑hle.
V zahraniční lingvistice se můžeme setkat s jinými významy termínu postfix.[zdroj⁠?!][ujasnit]